# 한동화
한동화(韓東和, 1945년 9월 30일 ~ )는 대한민국의 야구인이다. 전 쌍방울 레이더스 감독.
현역 시절에는 최고의 2루수로 꼽혔다. 선린상고 시절부터 활약하기 시작해 실업 무대에서 특히 두각을 나타냈다. 해병대 소속으로 실업 무대 MVP를 수상했다. 도루상과 득점상을 타는 등, 발 빠른 야구를 구사했던 선수였다. 제일은행 야구단에서 선수 생활을 했으며, 은퇴 후 신일고등학교, 충암고등학교 감독을 역임했다. 신일고등학교 감독을 맡았을 때 그의 손을 거쳤던 대표적인 선수로는 외야수 박흥식이 있다.
이후 MBC 청룡의 코치를 시작으로 1986년 청보 핀토스에 이적했으며 1987년 후 팀이 태평양으로 넘어가면서 친정인 MBC 코치로 자리를 옮겼고 1989년 말 부임한 김진영 감독의 부름을 받아 롯데 자이언츠 코치를 맡았지만 김진영 감독이 1990년 시즌 중 성적부진으로 경질된 데다 같은 해 말  강병철 감독이 재부임하면서 소위 '김진영 라인' 지우기의 일환에 따라 물러난 후 한동안 현장을 떠났다가 1992년 시즌 뒤  쌍방울 레이더스의 수석코치로 합류하게 되나 외국인 선수 영입과정에서  불화를 보인 끝에 결국 신용균 감독이 퇴진하고, 1994 시즌부터 팀을 지휘하게 된다.
여기에 더해 프런트, 특히 구단의 실세인 이용일과의 갈등이 심했다고 했는데 매년 유망주들을 쌍방울과 1992년 11월 3일부터 자매결연을 맺은 일본프로야구 팀인 야쿠르트 스왈로스의 가을 캠프에 보내던 관례를 거부한 것이 대표적이었다.
게다가,  한동화 감독의 전임인 신용균 감독과 마찬가지로 일본통이었던 이용일 당시 구단주 대행은  쌍방울의 첫 감독이었던 김인식 감독과도 사이가 좋지 않았다. 
그 결과 1995 시즌 연패를 거듭하며 하위권으로 추락. 결국 1995년 5월 16일 감독에서 해임되었고 프런트에게도 책임을 물어 사장과 단장이 동시에 해임되었다.
해임된 뒤, 신일고 감독으로 20년 만에 복귀했으며 프로야구 감독 출신이 고교 야구 감독을 맡는 첫 번째 사례였다. 1997년 신일고의 전국대회 3관왕을 이끌면서 지도력을 보였다. 그 당시 밑에 있던 선수들이 봉중근, 현재윤, 안치용, 김광삼이었다. 그리고 휘문고등학교 감독도 이어서 역임했다.
한동안 야구계에서 떠나 있다가 중국 프로야구 베이징 타이거스의 감독으로 부임하면서 다시 야구계와 인연을 맺게 되었다. 하지만 곧 그만두게 된다.

## 출신 학교
- 청량중학교
- 선린상업고등학교